# Diaspidiotus distinctus
Diaspidiotus distinctus är en insektsart som först beskrevs av Leonardi 1900.  Diaspidiotus distinctus ingår i släktet Diaspidiotus och familjen pansarsköldlöss. Inga underarter finns listade i Catalogue of Life.